# نبلاء مجر

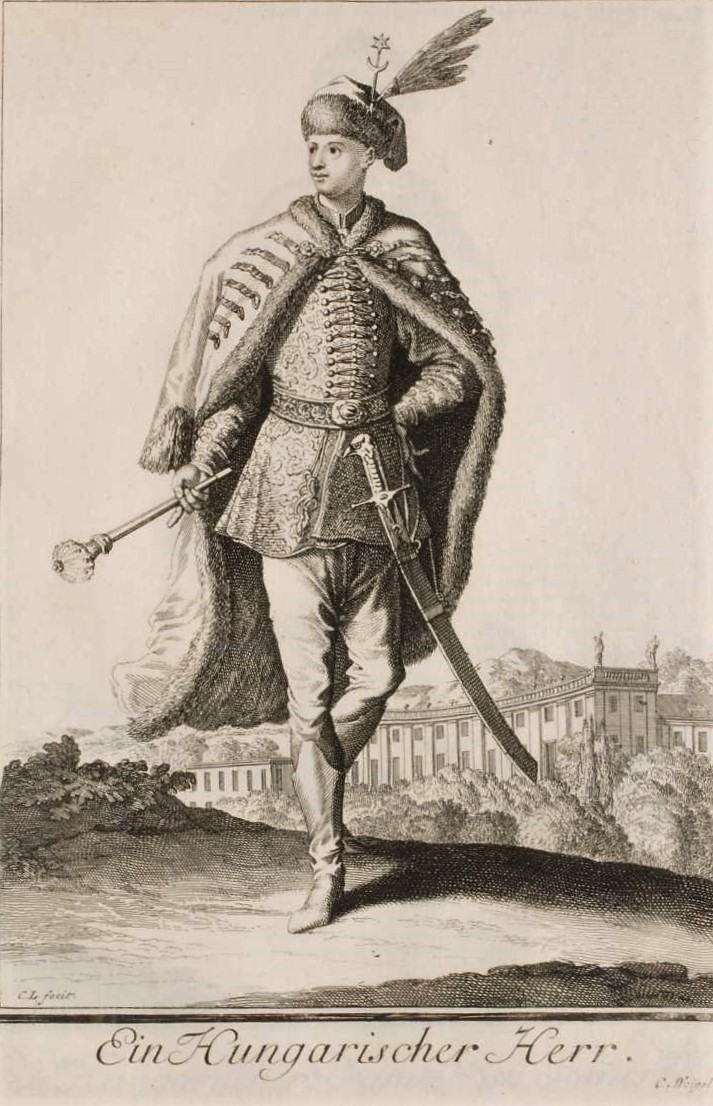
صورة لأحد نبلاء مجر

تتكون طبقة النبلاء المجر (بالانجليزية: Hungarian nobility) من مجموعة متميزة من الأفراد، معظمهم يمتلكون أراضٍ مَلَكية في مملكة المجر. في البداية، وُصِفَت مجموعة متنوعة من الأشخاص بأنهم من طبقة النبلاء، لكن منذ أواخر القرن الثاني عشر، أصبح يُنظر إلى مالكي الأراضي رفيعي المستوى فقط على أنهم نبلاء. ادعى معظم الأرستقراطيين أن أصولهم تعود للقبائل المجرية التي كانت موجودة في أواخر القرن التاسع. ينحدر آخرون من فرسان أجانب، بالإضافة إلى دمج الزعماء السلافيين المحليين في طبقة النبلاء. احتفظ الأفراد الأقل شهرةً، المعروفين باسم محاربي القلعة، بالممتلكات والأراضي وخدموا في الجيش المَلَكي. منذ سبعينيات القرن الحادي عشر، أطلق معظم الأفراد الأثرياء على أنفسهم اسم الخدم المَلَكيين للتأكيد على علاقتهم المباشرة بالملوك. وفّر مشروع غولدن بول لعام 1222 مجالًا لحريات أوسع، وخاصةً فيما يتعلق بإعفاءهم من الضرائب والحدّ من التزاماتهم العسكرية. منذ عشرينيات القرن الثاني عشر، ارتبط الخدم المَلَكيون بطبقة النبلاء وكان يُعرف كبار المسؤولين باسم بارونات المملكة. فقط أولئك الذين يمتلكون قسائم - أراض خالية من الالتزامات - كانوا يُعتبرون من النبلاء الحقيقيين، لكن ثمّة أيضًا مجموعات أخرى متميزة من مُلَّاك الأراضي التي تُعرف باسم النبلاء المشروطين.
في ثمانينيات القرن الثاني عشر، عُدَّ سيمون من كيزا أول من ادعى أن النبلاء يتمتعون بسلطة حقيقية داخل المملكة. تطورت المقاطعات إلى مؤسسات ذات حكم ذاتي من قِبَل طبقة النبلاء، وحضر مندوبيهم المجالس (أو البرلمانات). قام أغنى البارونات ببناء قلاع حجرية تمكنهم من السيطرة على مناطق شاسعة، لكن تمت استعادة السلطة المَلَكية في أوائل القرن الرابع عشر. قدَّم لويس الأول المجري نظامًا مستلزمًا وسنَّ مبدأ «الحرية الواحدة والحرية الذاتية» لجميع النبلاء. في الواقع، سادت الفروق القانونية بين النبلاء الحقيقيين والنبلاء المشروطين، ووظّف النبلاء الأقوى من هم أقل مستوى كعائلات لهم. وفقًا لقانون العِرف، فإن الذكور فقط هم الذين يرثون العقارات النبيلة، لكن يستطيع الملوك منح ملكية لبناتهم، ما يسمح لهنّ بأن يرثن الأراضي. يمكن للنساء النبيلات اللاتي تزوجن من عامة الناس المطالبة بميراثهن - ربع البنات (أي ربع ممتلكاتهن) - في الأرض.
منح الملوك ألقابًا وراثية وفقد النبلاء الأفقر إعفاءهم الضريبي من منتصف القرن الخامس عشر، لكن قانون تريبارتيتوم - وهو مصطلح متداول لقانون العِرف - حافظ على فكرة المساواة بين جميع النبلاء. في أوائل العصر الحديث، تم تقسيم المجر إلى ثلاثة أجزاء - المجر المَلَكية وإمارة ترانسيلفانيا والمجر العثمانية - بسبب توسع الإمبراطورية العثمانية في سبعينيات القرن التاسع عشر. دعم أمراء ترانسيلفانيا معركة النبلاء ضد سلالة هابسبورغ في المجر المَلَكية، لكنهم بدورهم قد منعوا النبلاء الترانسيلفانيين من تحدي سلطتهم. لم يكن تكريم مجموعات كاملة من الناس أمرًا غريبًا في القرن السابع عشر. تتضمن الأمثلة على ذلك تجنيد 10,000 من المرتزقة (هادوك) الذين تم تكريمهم على أنهم من طبقة النبلاء في عام 1605. بعد تقسيم المجلس التشريعية إلى غرفتين في المجر المَلَكية في عام 1608، حصل النبلاء الذين يحملون لقبًا وراثيًا على مقعد في مجلس الشيوخ، وأُرسِل نبلاء آخرون مندوبين إلى مجلس النواب.
دُمِجَت معظم أجزاء المجر في العصور الوسطى في ملكية هابسبورغ في تسعينيات القرن السادس عشر. أكَّد الملوك امتيازات النبلاء عدة مرات، لكن محاولاتهم لتعزيز السلطة المَلَكية جعلتهم في صراع شبه دائم مع طبقة النبلاء، الذين شكلوا حوالي أربعة في المائة ونصف من المجتمع. طالب النبلاء الإصلاحيون بإلغاء الامتيازات النبيلة من تسعينيات القرن الثامن عشر، لكن تم سنَ برنامجهم فقط خلال الثورة المجرية 1848. فقد معظم النبلاء ممتلكاتهم بعد تحرير أقنانهم، لكن حافظت طبقة الأرستقراطيين على مكانتها الاجتماعية المتميزة. استخدمت إدارة الدولة الآلاف من النبلاء الفقراء في الإمبراطورية النمساوية المجرية. تم منح المصرفيين والصناعيين البارزين (معظمهم من اليهود) تكريمات أيضًا، لكن وضعهم الاجتماعي قد ظلَّ أدنى من الأرستقراطيين التقليديين. ألغيت الألقاب النبيلة فقط في عام 1947، بعد أشهر من إعلان المجر كجمهورية.

## الأصول

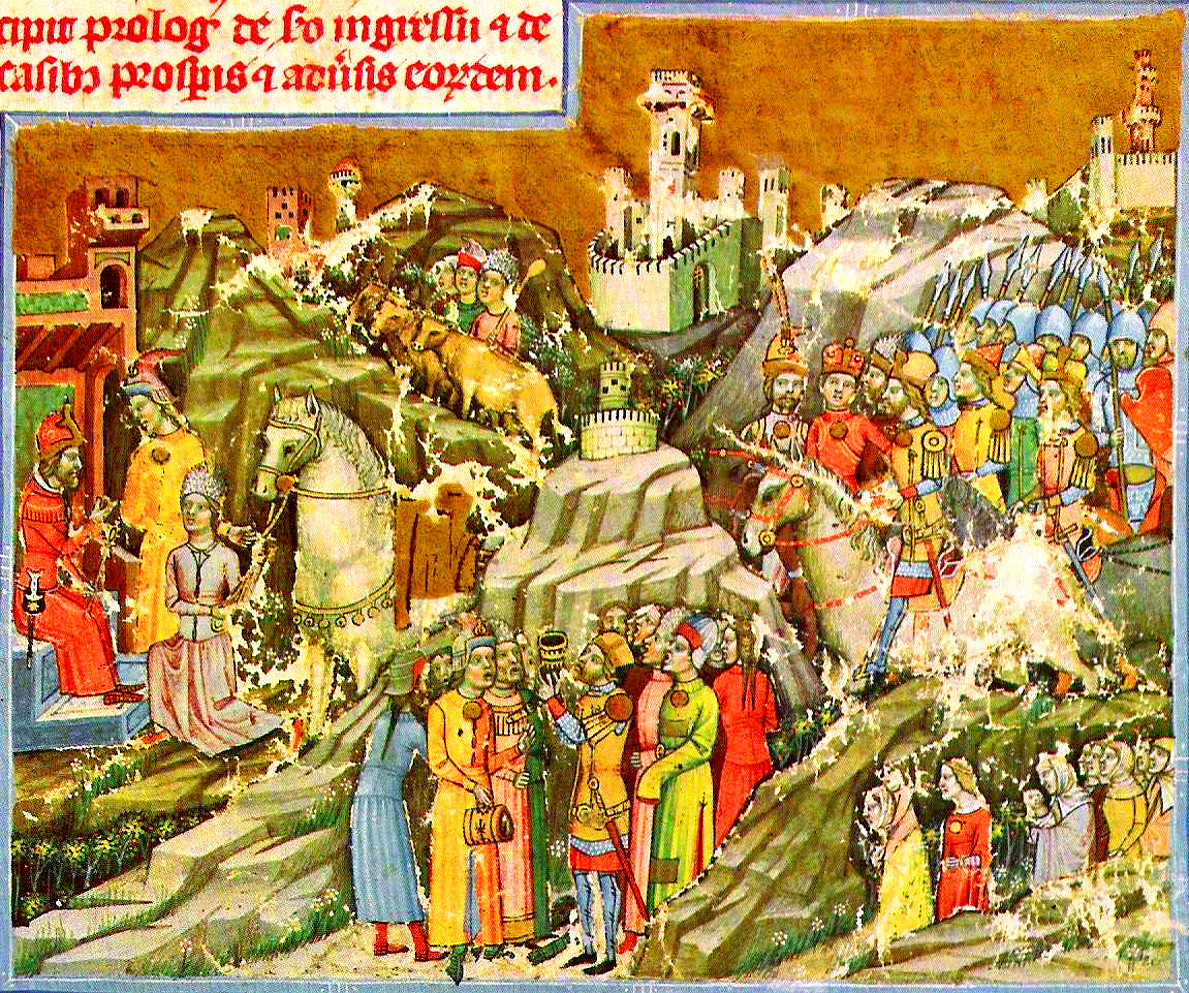
المجريون الغزاة يعبرون جبال الكاربات. صورة مصغرة من "الوقائع المضيئة" من القرن الرابع عشر.

سكن المجريون (أو الهنغاريون) في سهوب بونتيك-قزوين عندما ظهروا لأول مرة في مصادر مكتوبة في منتصف القرن التاسع. وصفهم التجار المسلمون بأنهم محاربون رُحَّل أثرياء، لكنهم لاحظوا أيضًا أن المجريين لديهم أراضي واسعة صالحة للزراعة. عبرت جماهير المجريين جبال الكاربات بعد أن غزا البجناك أراضيهم في سهوب بونتيك-قزوين في عام 894 أو 895. استقروا لاحقًا في الأراضي المنخفضة على طول نهر الدانوب الأوسط، وأبادوا مورافيا العظمى وهزموا دوقية بافاريا في عام 900. كتب المؤرخون السلوفاكيون أن ثلاث عشائر نبيلة مجرية على الأقل تنحدر من الأرستقراطيين المورافيين. يقترح المؤرخون، الذين كتبوا أن شعوب الفلاخ (أو الرومانيين) كانوا موجودين بالفعل في حوض بانونيا في أواخر القرن التاسع، أن الكنيز (أو الزعماء) نجوا أيضًا من الغزو المجري. لم يتم قبول أو تصديق أي من هاتين النظريتيين عالميًا.
حوالي عام 950، كتب قسطنطين السابع أن المجريين نُظموا في قبائل، وكان لكل منها «أميرًا» خاصًا. على الأرجح حمل هذا اللقب زعماء القبائل، مثلما هو مقترح من بين المصطلحات المجرية - أورساك (الآن «المملكة») و أوراكودني («الحكم») - المشتقة من هذا الاسم. لاحظ قسطنطين أن المجريين يتحدثون لغة الخزر إلى جانب «التعدد اللغوي»، ما يدل على أن قادتهم على الأقل كانوا ثنائيي اللغة.
كشفت الأبحاث الأثرية أن معظم المستوطنات تكونت من منازل صغيرة وكبائن خشبية في القرن العاشر، لكن المصادر الأدبية تشير إلى أن الخيام كانت ما تزال قيد الاستخدام في القرن الثاني عشر. لم يتم اكتشاف أي حصون أثرية في حوض بانونيا في القرن العاشر، لكن القلاع كانت نادرة أيضًا في أوروبا الغربية خلال تلك الفترة. تم تحديد مقصورة خشبية كبيرة - بطول خمسة أمتار وعرض خمسة أمتار (16 قدمًا × 16 قدمًا) - تم بناؤها من الحجارة الموجودة في مدينة بورسود مبدئيًا لتمييزها على أنها منزل القائد المحلي.
يؤكد وجود أكثر من 1000 قبر إلى جانب السيوف ورؤوس الأسهم وعظام الخيول على أن المحاربين المتمركزين قد شكلوا مجموعة مهمة في القرن العاشر. تم دفن المجريين الأعلى مرتبة إما في مقابر كبيرة (حيث أحاطت مئات قبور الرجال المدفونين بدون أسلحة بأماكن دفنهم)، أو في مقابر صغيرة تتسع لحوالي 25-30 قبرًا. أظهرت مواقع دفن المحاربين الأثرياء عن حزام خيول مزخرف وحقائب مزينة بصفائح معدنية ثمينة. احتوت قبور النساء الثريات على حُلي الضفيرة وخواتم مصنوعة من الفضة أو الذهب مزينة بالأحجار الكريمة. نادرًا ما تم تطبيق الزخارف الثمينة الأكثر انتشارًا والتي يمكن اعتبارها طواطم (رموز) قَبَلية - الفتخاء والذئب والأيل – للدلالة على النُبل المجري في القرون اللاحقة. سببت الهزائم خلال الغزوات المجرية على أوروبا والاشتباكات مع الحكام البارزين من سلالة أرباد بإبادة العائلات الرائدة بحلول نهاية القرن العاشر. ادعى كتاب جيستا عن تاريخ المجر، الذي كُتِبَ حوالي عام 1200، أن العشرات من الطبقات النبيلة التي ازدهرت في أواخر القرن الثاني عشر قد انحدرت من زعماء القبائل، لكن معظم الباحثين المعاصرين لا يعتبرون هذه القائمة مصدرًا موثوقًا به.